# AirAsia
AirAsia — малайзийская бюджетная авиакомпания.
Это самая крупная бюджетная авиакомпания в Азии. Совершает местные и международные перелёты по более чем 400 направлениям в 25 странах. Главным транзитным узлом (хабом) авиаперевозчика является Международный аэропорт Куала-Лумпур.

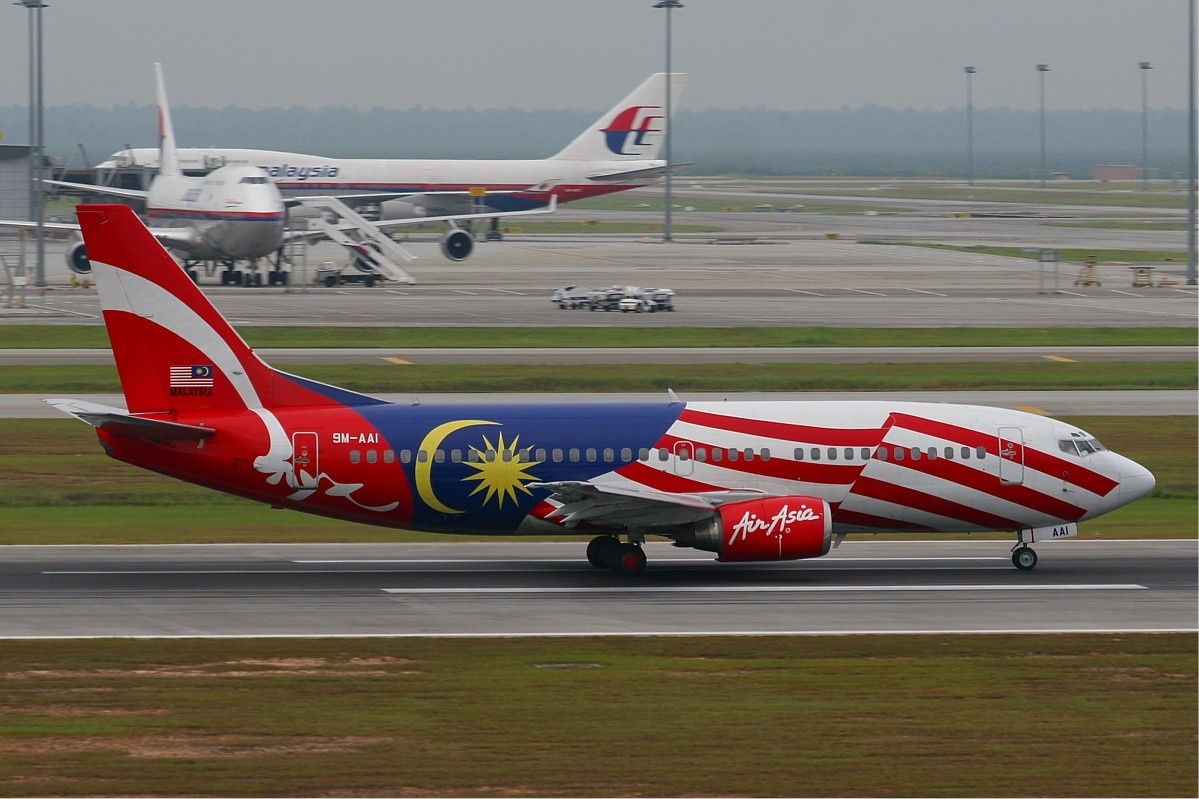
Боинг 737—300 авиакомпании AirAsia стилизованный под флаг Малайзии

Компания была выбрана лучшей бюджетной авиалинией в мире по версии Skytrax в 2007, 2009, 2010, 2011 и 2016 годах. В 2010 году компания имела самую низкую цену ($0.035) за километр на место.

## История
Компания была зарегистрирована в 1993 году, а начала свою деятельность в 1996 году. Изначально компания была основана национальной корпорацией DRB-HICOM. Авиакомпания Air Asia является одной из крупнейших low-cost авиакомпаний Азии, а также крупнейшим эксплуатантом самолетов семейства Airbus A320. 13 декабря 2012 года перевозчик разместил заказ ещё на 100 лайнеров семейства A320 (в том числе, 36 A320neo с законцовками крыла типа Sharklet). В общей сложности портфель заказов Air Asia включает 475 узкофюзеляжных судов производства Airbus (264 A320neo и 211 A320ceo). Более 100 лайнеров уже были поставлены авиакомпании и базируются в аэропортах Бангкока, Куала-Лумпура, Джакарты, Манилы и Токио.

Гостиница компании в Куала-Лумпуре

По состоянию на декабрь 2012 года флот авиакомпании состоит исключительно из самолётов A-320. В ряде стран компания также имеет свою сеть бюджетных отелей.

## Флот
В августе 2021 года флот AirAsia состоял из 97 самолетов, средний возраст которых 6,9 лет:

## Происшествия
28 декабря 2014 года во время полёта над Яванским морем потерпел крушение самолёт Airbus A320-216 индонезийского подразделения компании AirAsia, выполнявший рейс QZ8501 по маршруту Сурабая — Сингапур.